# Северо-восточный университет лесного хозяйства
Северо-восточный университет лесного хозяйства — один из крупнейших вузов Министерства Образования КНР.

## История
Создан в 1952-м году на основе лесного факультета сельскохозяйственного института Университета Чжецзян и лесного факультета Северо-восточного сельскохозяйственного института.

## Расположение и состояние
Расположен в центральной части лесного пояса Китая — в городе Харбине, провинции Хэйлунцзян.
Площадь территории университета более 100 гектаров, имеется 3 базы: для обучения, научного исследования и прохождения практики — государственный лесной парк, государственный заповедник Ляншуй и сельскохозяйственные базы города Харбина.
Оснащен базами и оборудованием для обучения, научного исследования и производства. Имеется главная лаборатория министерства образования — лаборатория экологии и лесных растений. Кроме того, в университете имеется лаборатория госдепартамента леспромхоза: лаборатория науки и технологии древесины.

## Структура и образование
Имеет специализацию по лесоводству, является многопрофильным университетом по сельскохозяйственным, фундаментальным, промышленным, экономическим, управленческим, филологическим и юридическим наукам, технологиям и теориям.
В университете — 16 институтов и 2 отделения, 5 пост-докторских станций, и 4 специальности 1-й категории, а по 31 специальности 2-й категории есть возможность присвоения докторской ученой степени, по 29 специальностям 1-й категории, 71 специальности 2-й категории есть возможность присвоения ученой степени магистра, по 3 специальностям есть возможность присвоения ученой степени магистра, имеются 57 специальностей высшего образования.
Имеется 6 главных государственных специальностей и 19 главных специальностей провинции и министерства. Северо-восточный лесной университет является самым большим лесным университетом в Китае, в нём самое большое количество специальностей.
Подчиняется Министерству образования КНР.

## Сотрудничество
Сотрудничает с 41 вузами в более 30 странах и с более 100 научно-исследовательскими учреждениями.
За последние годы университет пригласил более 50 иностранных специалистов для проведения научных исследований, принял более 2000 иностранных специалистов для посещения и чтения лекций в университете.